# Hold on Now, Youngster…
Hold on Now, Youngster… ist das Debütalbum der walisischen Indie-Pop-Band Los Campesinos!. Es wurde im Vereinigten Königreich am 22. Februar 2008 von Wichita Recordings veröffentlicht. Es enthält 12 Tracks, obwohl nur 11 auf dem Backcover des Albums stehen. Der 12. Song ist 2007: The Year Punk Broke (My Heart), ein nicht aufgeführter Bonus-Track auf der CD und eine C-Seite bei der Doppel-Schallplatte. Hold on Now, Youngster… erreichte den 72. Platz in den britischen Albumcharts.

## Titelliste
1. Death to Los Campesinos! – 2:52
2. Broken Heartbeats Sound Like Breakbeats – 3:35
3. Don't Tell Me to Do the Math(s) – 3:22
4. Drop it Doe Eyes – 2:44
5. My Year in Lists – 1:51
6. Knee Deep at ATP – 2:49
7. This Is How You Spell "Hahaha, We Destroyed the Hopes and Dreams of a Generation of Faux-Romantics" – 4:20
8. We Are All Accelerated Readers – 2:54
9. You! Me! Dancing! – 6:48
10. …And We Exhale and Roll Our Eyes in Unison – 2:50
11. Sweet Dreams, Sweet Cheeks – 4:31
12. 2007: The Year Punk Broke (My Heart) (unaufgeführter Bonus-Track) – 4:44
13. The International Tweexcore Underground (Bonus-Track in Japan) – 3:16
14. C is the Heavenly Option (Bonus-Track in Japan) (Heavenly Cover) – 3:17
15. Police Story (Bonus-Track in Japan) (Black Flag Cover) – 2:15

- Bei der Schallplattenversion des Albums sollte die schwarze Platte (mit den 11 Tracks) mit 33⅓ RPM gespielt werden, während die orange Platte mit dem Song 2007: The Year Punk Broke (My Heart) mit 45 rpm läuft.

## Rezeption

Logo von Los Campesinos! zu Zeiten des Debütalbums

Die Kritiken zum Album waren sehr positiv. Bei Metacritic hat das Album eine Durchschnittsbewertung von 81, basierend auf 29 Kritiken.
Marc Hogan von Pitchfork vergab 8,4 von 10 Punkten und schrieb „Hold on Now, Youngster… ist eine schwindlige, melodische Liebesnotiz an Individualität, Pathos, Intelligenz, Albernheit und alles andere worauf Indie Pop seinen Namen gebildet hat.“ Die Kritik von Tim Sendra (Allmusic) war mit 4,5 von 5 Punkten ebenfalls sehr positiv: „Das Album zu empfehlen ist eine zu leichte Handlungsoption; es zu fordern wäre angebrachter. Bertrachten sie Hold on Now, Youngster… dann als höchst erforderlich.“ Drowned in Sound vergab 9/10 Punkten und gab an, dass „wirklich gar nichts an dem Album verkehrt ist. Es ist einfach der beste Zuckerrausch den man dieses Jahr haben kann, und hört sich zu diesem Zeitpunkt stark nach dem besten Debütalbum einer britischen Indie Band seit Tigermilk an.“ Martina Kellner von laut.de war mit 4 von 5 Punkten ebenfalls sehr angetan von dem Debütalbum: „Die Stücke der Waliser sprühen vor Freude und Ausgelassenheit und betören mit viel Lo-Fi-Charme. Da sind zunächst einmal die schrammelnden, quietschigen Indie-Gitarren sowie die polternden, hippeligen Drums. Hinzu gesellen sich kindlich-leichte, spielerische Violinen- und Pianoklänge, hier und da noch etwas Glockenspiel und viel Geklatsche, was das Ganze zu einer fantastisch tanzbaren Power-Pop-Melange vermengt.“

## Chartplatzierungen
| ChartsChartplatzierungen     | Höchstplatzierung | Wochen |
| ---------------------------- | ----------------- | ------ |
| Vereinigtes Königreich (OCC) | 72 (1 Wo.)        | 1      |